# Plavební komora Huštěnovice
Plavební komora Huštěnovice je vodní dopravní stavba na Baťově kanále. Nachází se na říčním kilometru 37,527 na katastrálním území obce Staré Město, ve vzdálenosti 1,7 km severovýchodně od středu obce. Předchozí plavební stupeň je Plavební komora Babice, následující plavební stupeň je Plavební komora Staré Město.

## Historie
Plavební komora byla zprovozněna v roce 1938. V roce 2003 byla provedena kompletní rekonstrukce stavebních i technologických částí včetně elektrifikace a automatizace na jednotný systém dálkového ovládání včetně signalizace. Plavební hladina na úseku PK Huštěnovice - PK Staré Město je automaticky regulována na obtokovém stavidle.

## Parametry plavební komory
| Celková délka plavební komory | 51,1 m         |
| Užitná délka plavební komory  | 38,5 m         |
| Šířka plavební komory         | 5,3 m          |
| Hloubka plavební komory       | 4,9 m          |
| Výška záporníku               | 2,5 m          |
| Rozdíl plavebních hladin      | 2,8 m          |
| Výška horní hladiny           | 178,80 m n. m. |
| Výška dolní hladiny           | 176,00 m n. m. |